# Kaun (luchador)
Jasper Kange (Mineápolis, 2 de marzo de 1986) es un luchador profesional estadounidense, es famoso como Bishop Kaun o Kaun. Ahora trabaja con All Elite Wrestling (AEW) y su promoción hermana Ring Of Honor (ROH), donde es miembro de Cage Of Agony.

## Primeros años de vida
Kange asistió a la Universidad de Minnesota antes de trasladarse al Luther College, donde se especializó en arte y jugó fútbol americano para los Luther Norse. Después de graduarse, trabajó en arte y diseño antes de decidir convertirse en luchador profesional después de mudarse a Baltimore.

## Carrera en la lucha libre profesional

### Carrera temprana (2017-2018)
Kaun se entrenó en la escuela de lucha libre profesional Maryland Championship Wrestling, debutando en 2017. Pasó los primeros años de su carrera luchando principalmente para Maryland Championship Wrestling, donde ganó el Campeonato en Parejas de MCW con Malcolm Moses.

### Ring of Honor / All Elite Wrestling (2018-presente)

#### 2018-2022
Kaun debutó en Ring of Honor (ROH) en 2018, haciendo equipo con Moses como los Soldiers of Savagery. En 2021, él y Moses formaron el stable Shane Taylor Promotions con Shane Taylor. En febrero de 2021, el trío derrotó a MexiSquad para ganar el Campeonato Mundial en Parejas de Seis Hombres de ROH. Mantuvieron el título hasta Final Battle en diciembre de 2021, cuando perdieron ante The Righteous.
Después de Final Battle, el nuevo propietario Tony Khan puso a ROH en pausa hasta abril de 2022. En diciembre de 2021, Kaun también comenzó a luchar para la promoción hermana de ROH, All Elite Wrestling. El 1 de abril de 2022, en Supercard of Honor XV, Tully Blanchard anunció que Kaun sería parte de su stable Tully Blanchard Enterprises, junto a Toa Liona y Brian Cage. El dúo de Kaun y Liona fueron nombrados «Gates of Agony».

#### 2022-presente
En julio de 2022 en Death Before Dishonor, Prince Nana anunció que había comprado Tully Blanchard Enterprises y reformado su antiguo stable The Embassy, con Cage, Kaun y Liona. En Battle of the Belts IV en octubre de 2022, Kaun y Liona desafiaron sin éxito a FTR por el Campeonato Mundial en Parejas de ROH. En Final Battle en diciembre de 2022, Gates of Agony derrotaron a Dalton Castle y The Boys para ganar el Campeonato Mundial de Parejas de Seis Hombres de ROH. En Rampage: Grand Slam en septiembre de 2023, Gates of Agony perdió el Campeonato Mundial en Parejas de Seis Hombres de ROH ante The Elite. El 1 de noviembre de 2023 en AEW Dynamite, Gates of Agony recuperaron los títulos de The Elite. En el episodio del 17 de enero de 2024 de Dynamite, perdieron el Campeonato Mundial en Parejas de Seis Hombres de ROH ante Bullet Club Gold. En el episodio del 8 de mayo de Dynamite, Cage y Gates of Agony se volvieron contra Swerve Strickland, disolviendo The Mogul Embassy en el proceso.
En el episodio del 25 de mayo de Rampage, Gates of Agony y Cage revelaron que el nuevo nombre de su equipo sería «Cage of Agony».

## Vida personal
Kaun es de origen camerunés por parte parental.

## Campeonatos y logros
- Galactic Pro Wrestling

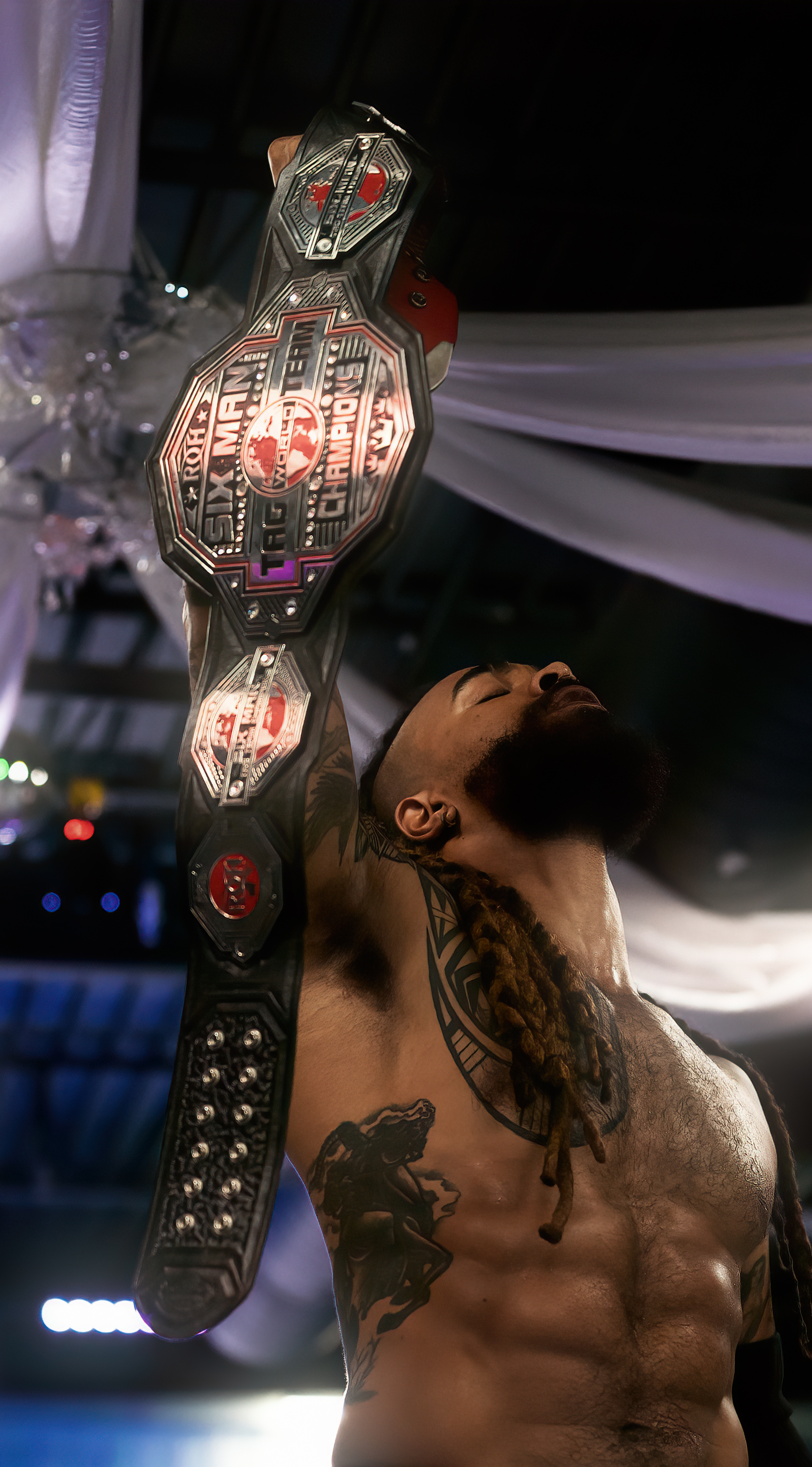
Kaun como Campeón Mundial en Parejas de Seis Hombres de ROH en julio de 2021.

  - GPW Heavyweight Championship (1 vez)
- Maryland Championship Wrestling
  - MCW Tag Team Championship (1 vez) - con Malcolm Moses [6]
- Pro Wrestling Illustrated
  - Situado en el puesto n.º 399 de los 500 mejores luchadores individuales en el PWI 500 en 2023 [22]
- Puro Pinche Wrestling
  - PPW Heavyweight Championship (1 vez)
- Ring of Honor
  - Campeonato Mundial de Parejas de Seis Hombres de ROH ( 3 veces ) - con Moses y Shane Taylor (1 vez) [3][6] y Brian Cage y Toa Liona (2 veces)
- River City Wrestling
  - RCW Heavyweight Championship (1 vez)